# Чанди
Чанди (санскр. चण्डी, IAST: Caṇḍī), Чанда (санскр. Candâ = «гневная», «необузданная») или Чандика (IAST: Caṇḍīka), — в индуизме дэви (богиня); одна из форм богини Дурги, супруги Шивы, которую она приняла с целью истребления демона-асуры Махиши.
Прославлению победы богини над демоном посвящена поэма «Чандипат» (санскр. Candîpât), или «Чандипатха» (санскр. Candîpâtha = Candî = имя богини + pâtha = «текст») из 700 стихов и составляющая один из эпизодов «Маркандея-пураны» . Другое название поэмы — «Деви-махатмья» (Дурга = Деви). Эту поэму ежедневно читают в храмах богини Дурги.
Её вахана — лев.
Мантра: IAST: oṁ aiṁ hrīṁ klīṁ cāmuṇḍayāi vicce

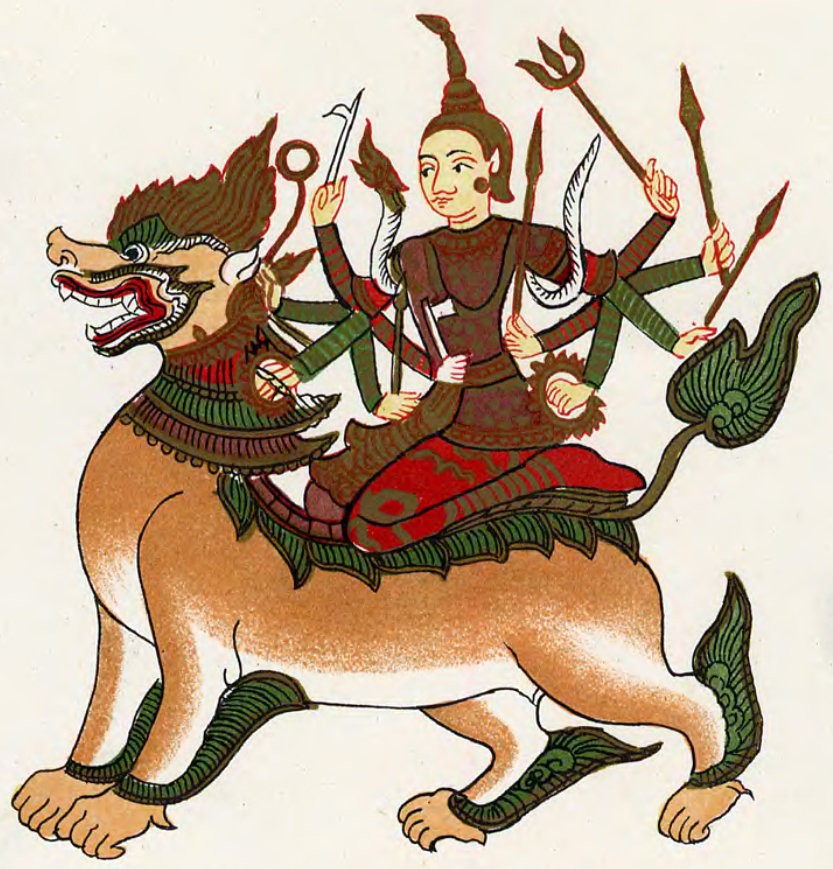
Бирманское изображение Чанди

## Храмы
Храмы, посвящённые Чанди, расположены во многих местах, включая следующие:
- Чанди мандир, Чандигарх. Город Чандигарх называется по имени этого храма.
- Gandaki Chandi, Gandaki вблизи Покхара, Непал. (Shakti Peethas (англ.))
- Mangal Chandika, Ujjaani, West Bengal. (Shakti Peethas (англ.))
- храм Mangal Chandi , Гувахати, Ассам.
- храм Mangal Chandi, Chandithala, Калькутта.
- Chandi Devi Temple (англ.), Neel Parvat, Харидвар[3]
- Chandi Mata Mandir Machail, Kishtwar,J&K Sphire valley Paddar
- Chandi Mata Mandir Chinnot, Badherwah,J&K
- Храм Saptashrangi (англ.), Насик (Maharashtra). (Ashtadasa Bhuja Mahalakshmi)
- Храм Mahalaxmi (англ.), Mumbai (Maharashtra). (Три различных образа).
- Hemadpanthi (англ.) Chandika Devi Mandir,Katol (англ.) (Maharashtra).
- Храм Вайшно-деви, Khatra, Jammu and Kashmir. (Три Пинды (камня)).
- Katak Chandi Temple (англ.), Каттак, Орисса. (Четыре руки).
- Ashtadasa Bhuja Mahalakshmi temple, Skandhashramam, Salem, Tamil Nadu.